# Kościół Przemienienia Pańskiego w Libiążu
Kościół Przemienienia Pańskiego – kościół parafialny obrządku rzymskokatolickiego w Libiążu.

## Historia
Parafia rzymskokatolicka w dawnym Libiążu Wielkim została ufundowana przez hrabiego Wielopolskiego w 1735 r. Obecny kościół został wybudowany w latach 1904–1911 według projektu znanego polskiego architekta – Teodora Talowskiego, który był zwolennikiem stylów historycznych i specjalistą w opracowywaniu skrajnie romantycznych fasad. Kościół w Libiążu należy do jego ostatnich projektów (architekt zmarł w 1910 r.).

## Wygląd kościoła
Murowany z palonej cegły, trójnawowy kościół z wieżą na osi został zbudowany na planie krzyża. Jest otoczony kamiennym murem. W roku 1987 został całkowicie odnowiony i pokryty tynkiem i płytami kamiennymi. Na wystrój wnętrza świątyni decydujący wpływ miał jej długoletni proboszcz, ks. Franciszek Pietrzykowski, z urodzenia krakowianin, który był zafascynowany niezwykłą urodą krakowskiego Kościoła Mariackiego. Ozdobna polichromia z 1930 r. z gwiazdami na suficie i bogatymi motywami roślinnymi na ścianach, ambona oraz ołtarz główny, przypominający dzieło Wita Stwosza, wprowadzają wyjątkową krakowską atmosferę.
Stojący w obszernym prezbiterium ołtarz główny w formie tryptyku powstał w 1910 r. Jego autorem jest krakowski rzeźbiarz Franciszek Styczeń. Wykonany w drewnie dębowym, polichromowany i bogato złocony ołtarz nawiązuje swą neogotycką formą i artystycznym rozplanowaniem do głównego ołtarza w krakowskim Kościele Mariackim, arcydzieła słynnego Wita Stwosza. Autorem obrazu w ołtarzu jest Walery Eljasz-Radzikowski.
Dzięki zaprojektowaniu wielu okien i witraży surowa architektura nawiązująca do tradycji gotyku została rozświetlona, a wnętrze wypełniło się ciepłem. Prezbiterium ozdabiają trzy witraże wykonane przez firmę Mayera z Monachium. Witraż po stronie Ewangelii przedstawia Narodzenie Pana Jezusa, po stronie przeciwnej – Zmartwychwstanie Pańskie, natomiast środkowy – scenę Zwiastowania.

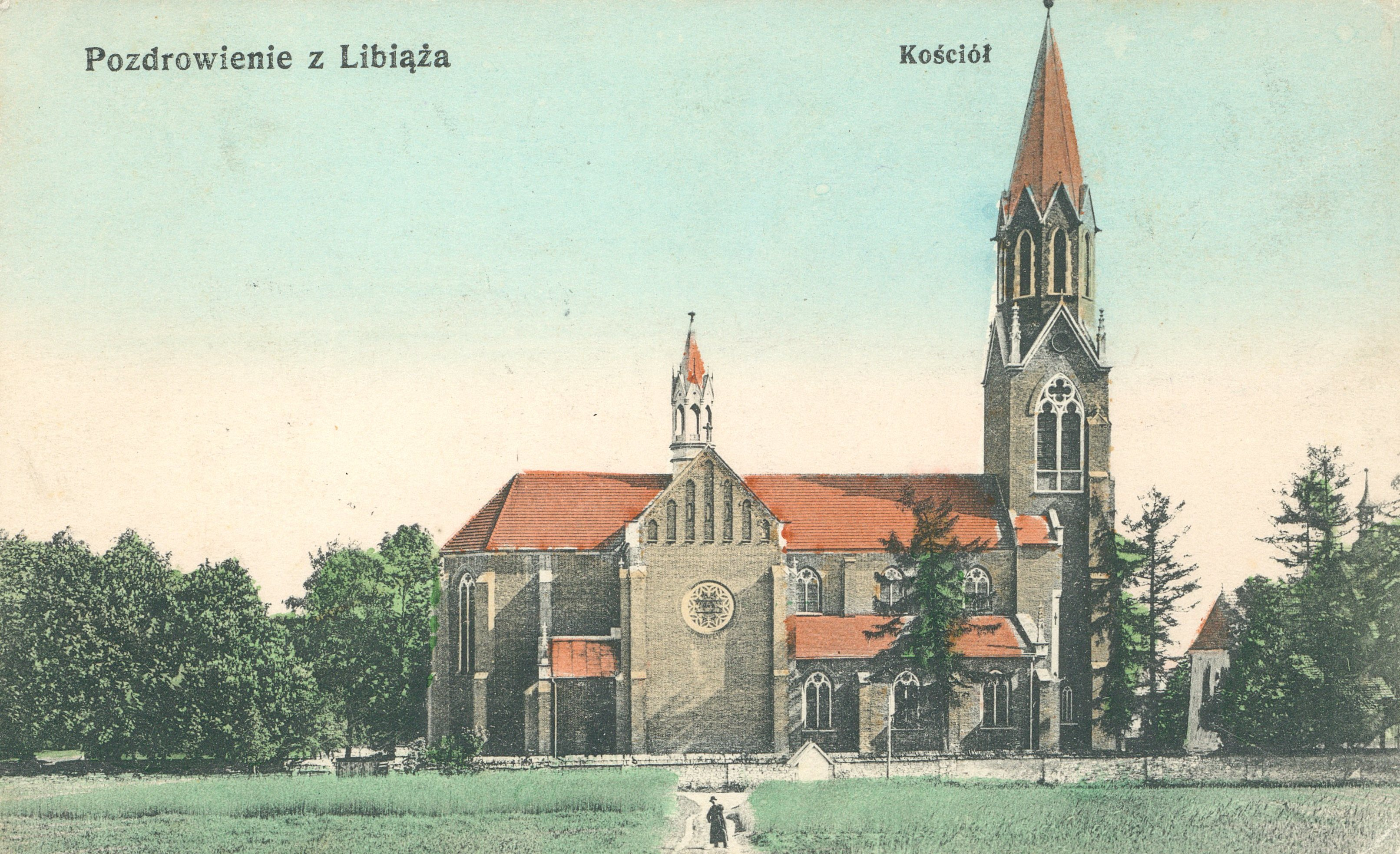
Widok kościoła przed 1919